# Стаменов, Иван
Иван Стаменов (1893—1976) — болгарский дипломат и, предположительно, советский агент.
Родился в Софии в богатой семье. Он участвовал в Первой мировой войне, затем окончил Софийский университет. Работал в министерстве иностранных дел, занимая должности в посольствах Болгарии в Румынии и Италии. Во время своего пребывания в Риме в середине 1930-х годов предположительно был завербован советской разведкой. С 11 июля 1940 по 9 сентября 1944 являлся послом Болгарии в Советском Союзе, летом 1944 правительство рассматривало его отставку, но столкнулось с дипломатическим сопротивлением советской стороны. Позднее вышел на пенсию. 
Павел Судоплатов в своих мемуарах утверждает, что посол рассматривался в качестве основного посредника в гипотетических переговорах между гитлеровцами и советскими властями в 1941-1942 годах.